# Val Scalve
Le val Scalve est une vallée alpine de la province de Bergame en Italie. Elle est parcourue par le Dezzo, un affluent de l'Oglio. Elle se termine dans le val Camonica.

## Géographie

### Situation
Le val Scalve est situé dans la partie nord-est de la province de Bergame (municipalités d'Azzone, Colere, Schilpario et Vilminore di Scalve) et dans la partie nord-ouest de celle de Brescia (municipalité d'Angolo Terme). Au nord, elle a une frontière avec la province de Sondrio.
Vilminore est le principal centre urbain de la vallée. Colere et Schilpario sont des stations de sports d'hiver.

### Accès
Le val Scalve est entièrement traversé par la route nationale 294 du val Scalve, qui part de Darfo Boario Terme, dans le val Camonica, et remonte le torrent Dezzo jusqu'au Passo del Vivione, qui le relie à la municipalité de Paisco Loveno, située dans une autre vallée latérale du val Camonica ; de cette route, la via Mala Bergamasca comporte un tronçon d'environ huit kilomètres (entre Angolo Terme et la localité Dezzo di Scalve) creusé dans la roche d'un ravin parcouru par un torrent entre deux parois rocheuses d'où descendent de nombreuses cascades.
On peut également accéder à la vallée de Borno (SP 59, qui mène au val Camonica) et du Passo della Presolana (SS 671, qui mène au val Seriana et qui est la route la plus rapide pour Bergame).
Une partie du secteur appartenant à la municipalité d'Angolo Terme, il était également appelé le val d'Angolo.

## Histoire
La vallée fut autrefois colonisée par les antiques Camunni, dont dérive le nom actuel. En effet, comme l'affirment des chercheurs tels Daniele Raineri et Michele Grammatica, le nom Scalve dérive du celtique Skalf, traduisible par « fente », une caractéristique imputable à la nature de la vallée elle-même qui se présente, à qui remonte du val Camonica via le parcours du torrent Dezzo, comme une fissure étroite entre les montagnes. Pour soutenir cette hypothèse, il y a le dialecte local, dans lequel la vallée s'appelle Al de Scalf.
Par les Romains, elle était connue comme Vallis Decia (nom dérivé du torrent qui la sillonne, le Dezzo, qui, dans le dialecte local est appelé Decc) et a été exploitée pour ses nombreuses mines de fer.
Les siècles suivants virent passer la région sous le contrôle du Saint-Empire romain germanique dirigé par Charlemagne, qui fit don de la zone entière aux moines de Tours.
Le val Scalve fut historiquement guelfe grâce à deux familles nobles locales : les Capitanei et les Albrici.
Au VIIe siècle commença le conflit du Mont Negrino contre les voisins de Borno. Il se termina au XVIIe siècle.
En 1026, les terres du val Scalve appartenaient à l'évêque de Bergame, grâce à l'échange de territoires de la part d'Ambrogio II.
En 1047, Henri III élit Darfo à la cour royale, et permet aux habitants du val Scalve de perpétuer l'ancienne coutume de commercialisation du fer contre le paiement annuel à la cour royale de Darfo de 1 000 livres de fer, avec une sanction de 100 livres d'or pour les contrevenants. De cette façon, elle dut consentir être la résidence d'un représentant ou d'un vicaire impérial.